# Richard Olney (Politiker, 1871)

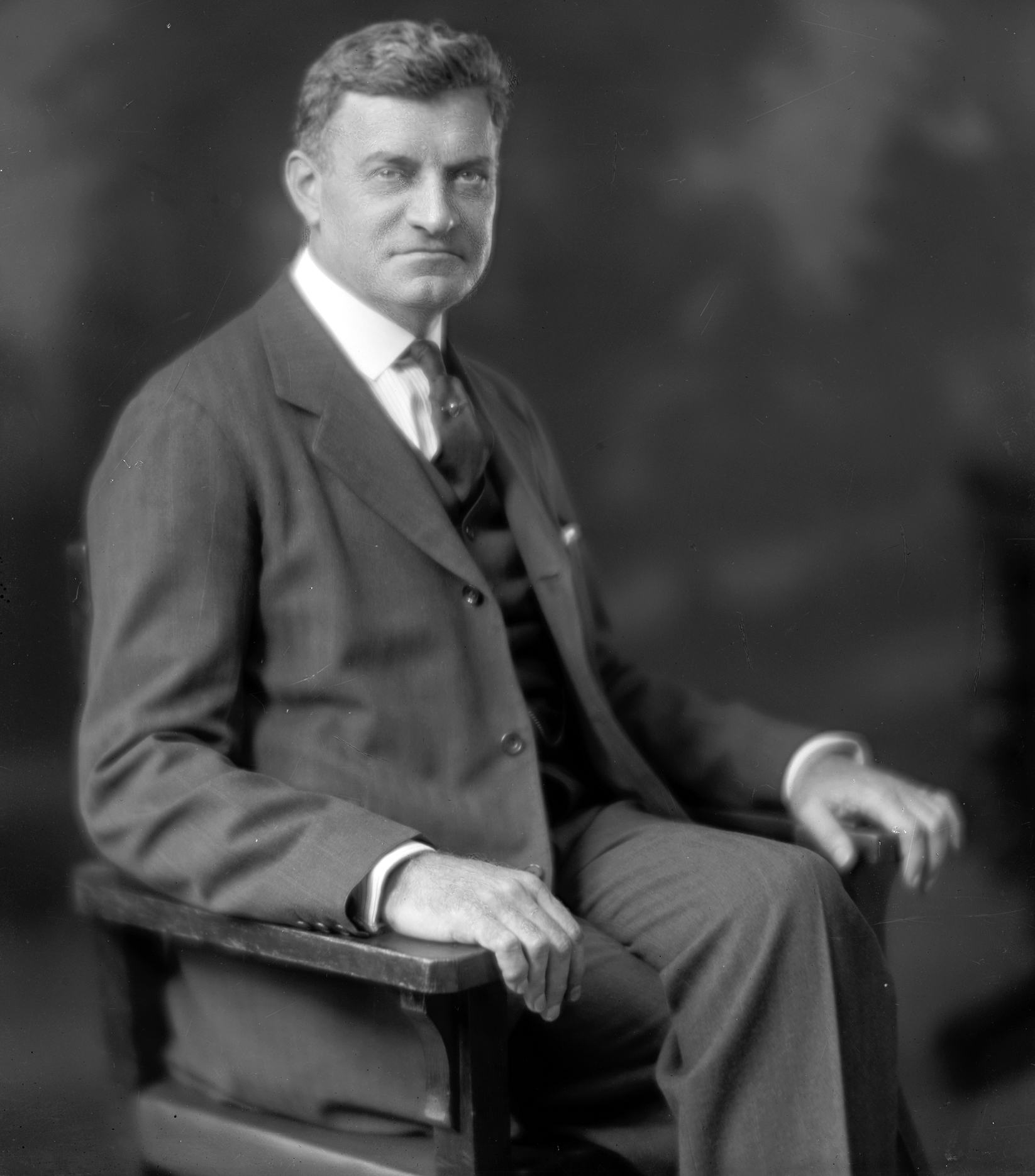
Richard Olney

Richard Olney (* 5. Januar 1871 in Milton, Strafford County, New Hampshire; † 15. Januar 1939 in Boston, Massachusetts) war ein US-amerikanischer Politiker. Zwischen 1915 und 1921 vertrat er den Bundesstaat Massachusetts im US-Repräsentantenhaus.

## Werdegang
Richard Olney war der Neffe des gleichnamigen Richard Olney (1835–1917), der sowohl Außen- als auch Justizminister der Vereinigten Staaten war. Er besuchte die öffentlichen Schulen seiner Heimat und die Leicester Academy. Danach studierte er bis 1892 an der Brown University in Providence (Rhode Island). In den folgenden Jahren handelte er mit Wolle. Gleichzeitig schlug er als Mitglied der Demokratischen Partei eine politische Laufbahn ein. 1902 wurde er Abgeordneter im Repräsentantenhaus von Massachusetts; in den Jahren 1902 und 1903 war er Vorsitzender des Gemeinderats von Leicester. 1903 kandidierte er erfolglos für das Amt des Vizegouverneurs von Massachusetts. Im Jahr 1911 war Olney Mitglied der staatlichen Kommission für Mindestlöhne; 1912 war er Delegierter zur Democratic National Convention in Baltimore, auf der Woodrow Wilson als Präsidentschaftskandidat nominiert wurde.
Bei den Kongresswahlen des Jahres 1914 wurde Olney im 14. Wahlbezirk von Massachusetts in das US-Repräsentantenhaus in Washington, D.C. gewählt, wo er am 4. März 1915 die Nachfolge von Edward Gilmore antrat. Nach zwei Wiederwahlen konnte er bis zum 3. März 1921 drei Legislaturperioden im Kongress absolvieren. In diese Zeit fiel der Erste Weltkrieg. Außerdem wurden in den Jahren 1919 und 1920 der 18. und der 19. Verfassungszusatz ratifiziert. 1920 wurde Olney nicht wiedergewählt.
Im Jahr 1923 wurde er in die Kriegsschuldenkommission berufen; diese Ernennung wurde 1925 erneuert. Zwischen 1932 und 1937 leitete Olney den Begnadigungsausschuss seines Staates. Seit 1938 war er Vorsitzender der Kommission für Lebensbedarf (State Commission of the Necessaries of Life). Er starb am 15. Januar 1939 in Boston und wurde in Leicester beigesetzt.